# 지니틱스
지니틱스(Zinitix Co. Ltd.)는 대한민국의 IC(집적회로) 외주 생산(팹리스) 기업이다. 본사는 경기도 용인시 기흥구 흥덕1로 13 흥덕아이티밸리 1901호에 위치해 있다. 대표이사는 유경수이다. 2024년 홍콩 팹리스 업체 헤일로(Halo)에 매각될 예정이다. 앞서 경영권 매각은 두차례 무산되며 몰취한 계약금과 중도금만 120억원에 달하는 상황이다

## 참고 문헌
1. ↑  이수빈, 대신증권 주관사 의무공표 자료-지니틱스, 2019.12.27
2. ↑  김경택, 지니틱스, 매각 추진 이번에는 성공할까, 뉴시스, 2024.07.15
3. ↑  박기영, 서울전자통신, 이번엔 지니틱스 경영권 팔까...몰취액만 120억, 머니투데이, 2024.07.16